# Consoante oral
As consoantes orais são as que usam apenas a cavidade oral, ou seja, a boca para passagem do ar, sem uso da cavidade nasal.